# Cacia nigricollis
Cacia nigricollis là một loài bọ cánh cứng trong họ Cerambycidae.